# Konstantina Romeu
Konstantina Romeu (30 de mayo de 1997) es una deportista de Grecia que compite en atletismo. Ganó una medalla de plata en el Campeonato Mundial de Atletismo Sub-20 de 2016, en la prueba de triple salto.